# شین اولترامن
شین اولترامن (シン・ウルトラマン Shin Urutoraman) یک فیلم ابرقهرمانی ژاپنی از سال ۲۰۲۲ در سبک کایجو به کارگردانی و نویسندگی شینجی هیگوچی و تهیه کنندگی هیدئاکی آنو است. این فیلم یک بازسازی از اولترامن است. این فیلم محصول مشترک توهو پیکچرز و Cine Bazar است که توسط شرکت‌های Tsuburaya Productions، توهو و استودیو خارا منتشر می‌شود. شین اولترامن پس از تأخیر در تاریخ اکران در سال ۲۰۲۱ به دلیل دنیاگیری کووید-۱۹ در ۱۳ مه ۲۰۲۲ در ژاپن اکران شد.

## بازیگران
- تاکومی سایتوه[۱] مردی را به تصویر می‌کشد که در نهایت میزبان انسانی اولترامن می‌شود.[۳] به گفته تاکومی، او خاطره خوبی از بازی با فیگورهای اولترامن دارد و پدرش یکی از خدمه اولترامن تارو بوده‌است.[۳]
- ماسامی ناگاساوا[۱]
- نیشی‌جیما هیده‌توشی[۱]

سایر بازیگران اعلام شده عبارتند از دایکی آریوکا، آکاری هایامی، تتسوشی تاناکا، کوجی یاماموتو، ریو ایواماتسو، کیساکو شیمادا، تورو ماسوکا، کنشی ناگاتسوکا، هاجیمه یامازاکی و سوکو وادا.

## انتشار
این فیلم در ۱۳ مه ۲۰۲۲ در ژاپن اکران شد. تاریخ انتشار در جریان TsubarayaCon به همراه یک تیزر تریلر جدید و پوستری با تاریخ انتشار به روز شده اعلام شد. این فیلم قبلاً برای اکران در اوایل تابستان سال ۲۰۲۱ برنامه‌ریزی شده بود، اما به دلیل همه‌گیری کووید-۱۹ به تعویق افتاد.

## پیوند بیرونی
- وب سایت رسمی (ژاپنی)